# 서울 성불사 금동보현보살좌상
서울 성불사 금동보현보살좌상(서울 成佛寺 金銅普賢菩薩坐像)은 서울특별시 종로구 부암동 성불사에 있는, 여말선초의 금동보현보살좌상이다. 보현보살은 자비를 실천하는 보현행으로 신앙되었으며, 석가모니불 혹은 비로자나불의 협시보살로 조성되었다. 2003년 12월 130일 서울특별시의 유형문화재 제171호로 지정되었다.

## 생김새
성불사 금동보현보살좌상은 코끼리 대좌를 포함한 전체 높이가 150㎝, 보살상만의 높이는 72㎝이다. 머리에는 다섯 개의 커다란 삼각형 입식으로 구성된 보관을 쓰고 있는데, 관대 아래로 띠 자락이 바람에 나부끼듯 S자형으로 펄럭이고 있다. 귓불 끝에는 크고 둥근 귀걸이를 착용했고, 그 뒤로는 긴 머리카락이 흘러내려 몇 가닥으로 나뉘며 어깨를 따라 드리워져 있다. 얼굴의 윤곽은 전체적으로 넓고 턱은 각이 졌는데, 이목구비는 오밀조밀하게 몰려있는 편이다. 수평에 가깝게 지그시 감은 두 눈, 오뚝하게 높으면서도 끝은 넓은 콧방울, 그리고 입술 양옆 주변을 움푹 들어가게 하여 표현한 은은한 미소는 중국 명대의 양식을 넘어 티베트 보살상의 얼굴표현에 매우 충실한 양상을 보인다. 숨을 들이쉰 듯 부푼 가슴에 비해 잘록한 허리를 지닌 상체는 나신(裸身)이지만, 다양한 영락 장식과 천의 자락이 몸을 감싸고 있어 노출된 부분은 많지 않다. 두 손은 손바닥을 안쪽을 향하여 가슴 앞에서 모으고 있는데 설법인의 변형으로 보인다. 팔꿈치 부분에서는 몇 가닥의 연꽃 줄기가 어깨 높이까지 솟아올라 끝에서 꽃피우고 있다. 결가부좌한 두 다리의 발바닥이 모두 표현되었고, 다리를 감싸는 옷 주름은 굵고 깊게 표현되었다. 대좌는 3단으로 되어 있는데 상대는 삼중의 앙련좌이며 중대의 무릎 꿇은 코끼리 등에서 솟은 기둥에 자리 잡고 있다. 하대는 단판의 방형복련좌이다. 코끼리는 여섯 개의 어금니를 가진 육아상(六牙象)인데 얼굴은 다소 해학적으로 생겼고, 보살처럼 온몸에 영락을 걸치고 있다.

### 명문
코끼리 대좌 옆면 하단에 명문(銘文)이 새겨져 있다. 전체를 판독하기는 어렵지만, 이씨, 최씨, 김씨 등의 성이 보여서 한국에서 제작된 것임을 알 수 있다. 명문의 내용은 다음과 같다. “▨春▨▨氏▨▨▨,▨男▨▨更▨▨,以▨▨而海處李▨▨,▨男馬旺妻崔氏▨,▨▨馬▨▨▨,▨陽▨▨所▨▨,老人▨金▨氏▨,▨丘縣老人王▨▨▨,▨▨幷處▨▨▨,大少▨▨王▨▨”

## 평가
이 불상과 같은 양식을 라마 양식이라고 하는데, 이는 원나라의 티베트 불교 양식을 일컫는 표현이다. 고려 후기부터 원나라의 정치적 간섭이 시작되며 불교미술도 그 영향을 받게 되는데, 이러한 시대적 분위기 속에서 라마 양식을 수용하게 되었다. 내의 라마 양식 불상 중에서 이 불상처럼 대좌의 코끼리까지 남아있는 경우는 매우 드물다. 또한, 여말선초 시기 금동불상의 조각 양상을 파악할 수 있는 작품이라는 점에서 의의가 있다.